# Новопесчанское (станция)
Новопесчанское — ныне не существующая железнодорожная станция Сахалинского региона Дальневосточной железной дороги.

## История
Открыта в 1933 году. Названа по расположению вблизи села Песчанское, для отличия от старой станции, располагавшейся двумя километрами восточнее, в котором была расположена.  Станция законсервирована в 1993 году, к 1995 году станция, как и вся ветка, были полностью разобрана.